# شفیع‌آباد (بردسکن)
شفیع‌آباد نام روستایی از توابع بخش مرکزی شهرستان بردسکن در استان خراسان رضوی است. این روستا در دهستان کنارشهر قرار دارد و براساس سرشماری سال ۱۳۹۰ جمعیت آن ۲٬۲۲۵ نفر (۵۹۷ خانوار) بوده است.